# Rafał Glapiński
Rafał Mariusz Glapiński (ur. 18 sierpnia 1982) – polski koszykarz występujący na pozycji rozgrywającego, wychowanek Górnika Wałbrzych, następnie zawodnik Śląska Wrocław, z którym w sezonie 2011/2012 wywalczył awans do I ligi oraz Puchar PZKosz, nauczyciel, samorządowiec, od 2022 asystent trenera Górnika Trans.eu Zamku Książ Wałbrzych.
Glapiński rozegrał najwięcej oficjalnych meczów w historii Górnika Wałbrzych.
21 grudnia 2020 został oficjalnie pożegnany przez klub z Wałbrzycha, kończąc definitywnie karierę sportową.
W sierpniu 2022 został asystentem trenera Górnika Trans.eu Zamku Książ Wałbrzych.

## Osiągnięcia

### Zawodnicze
Drużynowe
- Awans do:
  - PLK z Górnikiem Wałbrzych (2007)
  - I ligi:
    - z Górnikiem Wałbrzych (2004, 2018)
    - ze Śląskiem Wrocław (2012)

  - II ligi z Górnikiem Wałbrzych (2014)
- Zdobywca pucharu PZKosz:
  - ze Śląskiem Wrocław (2012)
  - z Mosirem Krosno (2013)
  - z Górnikiem Wałbrzych (2014)[5]
- Zwycięzca I ligi: 
  - z Górnikiem Wałbrzych (2020)
- Wicemistrz Polski juniorów starszych z Górnikiem Wałbrzych (2000)[6]

Indywidualne
- MVP II ligi grupy D (2018)[7]
- Uczestnik meczu gwiazd I ligi (2007, 2011)[8]
- Zaliczony do I składu:
  - pucharu Polski PZKosz (2014)[5]
  - II ligi grupy D (2017[9], 2018[7])
- Najwięcej oficjalnych meczów w historii Górnika Wałbrzych[1][2]

### Trenerskie
(jako asystent trenera)
- Wicemistrz I ligi (2023)[10]

## Działalność pozasportowa
Jest nauczycielem wychowania fizycznego w Zespole Szkół Politechnicznych w Wałbrzychu. W 2018 został radnym wałbrzyskiej rady miejskiej, startując z listy komitetu prezydenta miasta Romana Szełemeja. W 2019 bez powodzenia kandydował do Sejmu z ramienia Koalicji Obywatelskiej.